# Robert Owen
Robert Owen (Newtown, 14 de mayo de 1771-Newtown, 17 de noviembre de 1858) fue un empresario, filántropo y teórico socialista galés, que llevó a la práctica sus ideas reformistas primero en su fábrica de New Lanark (Escocia) y luego en las «colonias» de New Harmony, que fundó en 1825 en Estados Unidos, y de Harmony Hall, fundada en 1839 en Gran Bretaña. A su vuelta de América en 1828, se convirtió en el gran impulsor y líder del movimiento obrero británico.
Su reformismo y su oposición a la idea de la lucha de clases marcó la historia del socialismo inglés, como recordó Sidney Webb en el Congreso del Partido Laborista de 1923: «Debemos recordar que el fundador del socialismo inglés no fue Karl Marx sino Robert Owen, y que Robert Owen no predicaba la lucha de clases, sino la doctrina de la fraternidad humana». Por otro lado Owen está considerado como el padre del cooperativismo.
Sus ideologías están recopiladas en el owenismo. Fue elogiado por el filósofo y teórico comunista y marxista alemán Friedrich Engels, quien desarrolló la teoría del socialismo científico, como uno de los tres grandes socialistas utópicos o premarxistas (términos creados por él) junto con los filósofos franceses Claude-Henri de Rouvry, conde de Saint-Simon, y Charles Fourier, aunque también se puede agregar a Étienne Cabet, quien fue influido por Owen.

## Biografía
Robert Owen nació en Newtown, Montgomeryshire (Gales), el 14 de mayo de 1771. Era el sexto de los siete hijos de Anne Williams y Robert Owen, el administrador de correos de su ciudad natal. Asistió a escuelas locales hasta la edad de diez años, cuando se convirtió en aprendiz de un pañero que tenía una biblioteca en la que Owen consultó frecuentemente. Su lectura sobre controversias religiosas lo llevó a concluir que había defectos fundamentales en todas las religiones.

### Trayectoria profesional

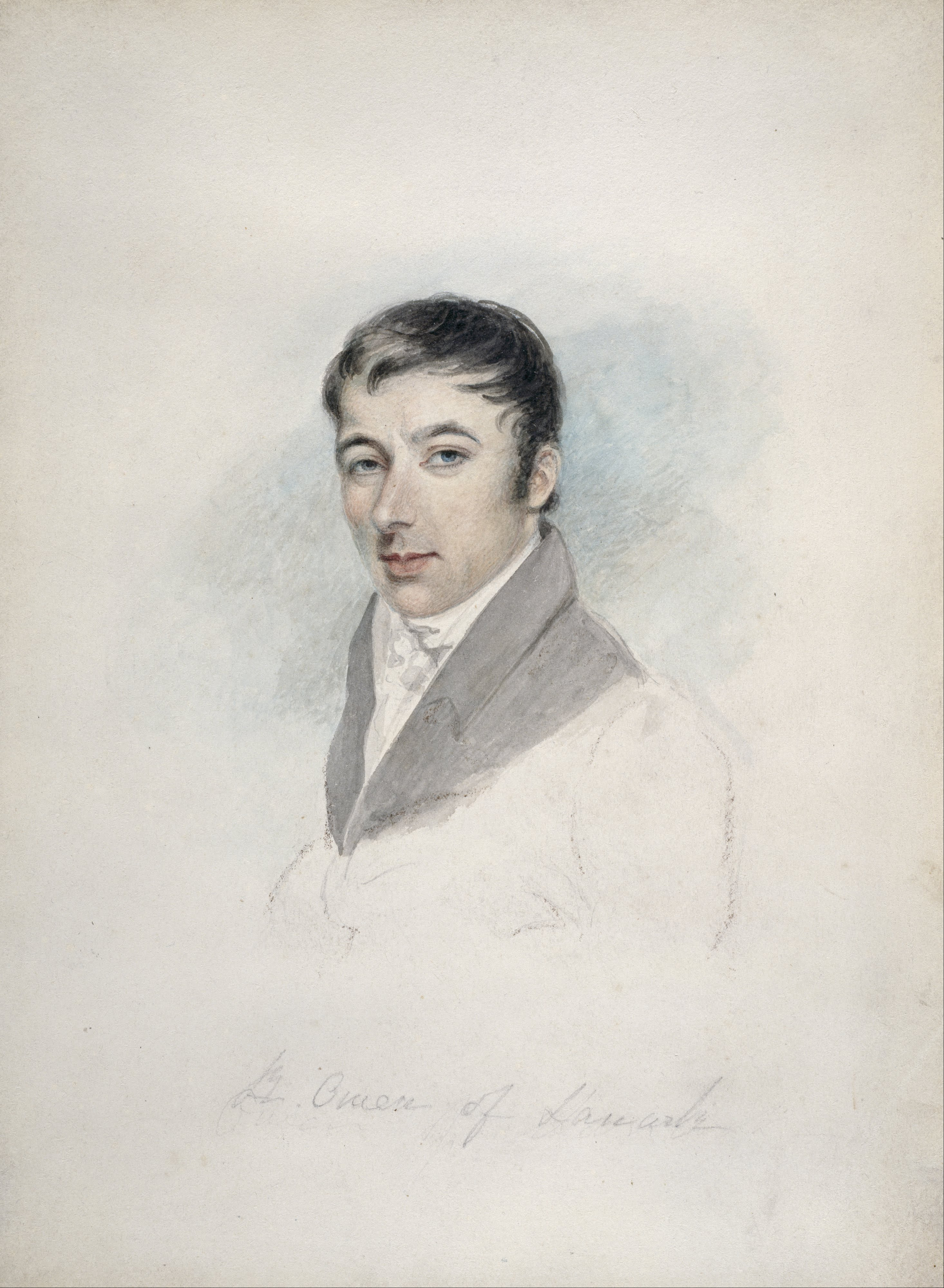
Retrato de Robert Owen en 1800 por Mary Ann Knight.

A los 19 años estaba dirigiendo una fábrica de tejidos en Mánchester. Nueve años después, en enero de 1800, se hizo cargo de una empresa en New Lanark. La convirtió en una fábrica modelo en la que sus innovaciones pedagógicas en particular llaman la atención. También hizo campaña con las autoridades locales para mejorar las condiciones de trabajo, reducir las horas de laborables y regular el trabajo infantil. A partir de su experiencia en ese lugar escribió algunas de sus obras más importantes: La formación del carácter humano (1814) y Una nueva visión de la sociedad (1823), que trata sobre las reformas del régimen industrial y sus consecuencias para el carácter humano.

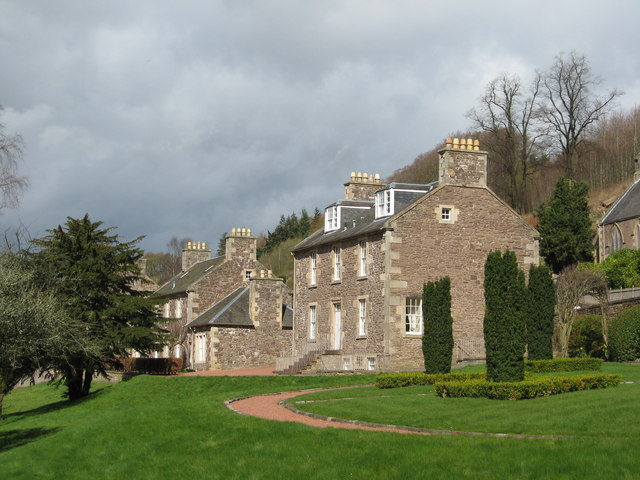
Casa de Robert Owen en New Lanark.

En 1825 compró la Comunidad de Harmony en Indiana, de la Harmony Society, y la estableció como un proyecto de sociedad utópica bajo el nombre de "New Harmony"; el experimento fracasó y tuvo que vender el terreno en 1828, perdiendo con ello una buena parte de su fortuna.
Tras su vuelta de Estados Unidos se convirtió en la figura central del incipiente movimiento obrero británico, en su guía, alcanzando también su influencia a determinados medios burgueses radicales. Muchos obreros pusieron entonces en marcha experiencias cooperativas, mientras que algunos teóricos difundieron sus postulados. Robert Owen defendía la posibilidad de desarrollar un sistema económico alternativo basado en la cooperativa. Su planteamiento era utópico, pero no irreal, porque pretendía sustituir el sistema capitalista por otro más justo que evitara los problemas británicos. Desde su perspectiva los obreros debían unirse para crear una nueva realidad europea basada en cooperativas que fuesen más rentables que las industrias: cooperativas de producción y cooperativas de distribución.
En 1829 crea la Asociación Británica para la Promoción de la Ciencia Cooperativa (British Association for the Promotion of Co-operative Knowledge) y en 1832 ya se contabilizaban unas quinientas sociedades cooperativas de distribución y de producción, estas últimas vinculadas estrechamente a las organizaciones obreras (Trade-Unions). Para impulsar el movimiento cooperativo Owen pone en marcha la National Equitable Labour Exchange (Bolsa Nacional de Cambio Equitativo del Trabajo), con sede en Londres, en la que las cooperativas podrían vender sus productos recibiendo a cambio unos billetes de trabajo (labour notes) que sustituirían al dinero, aunque este sistema acabó fracasando y Owen tuvo que aportar dinero de su propio bolsillo.

En 1833 puso en marcha una nueva iniciativa —la creación de un gran sindicato nacional con la doble finalidad de coordinar las acciones reivindicativas obreras y de alcanzar una economía socialista basada en la cooperación— que se concretó al año siguiente con la fundación de la Grand National Consolidated Trades Union (GNCTU, Gran Unión Consolidada de los Oficios) pero a pesar del éxito inicial a los pocos meses tuvo que disolverse a causa de la presión de los patronos, de las medidas represivas adoptadas por el gobierno liberal —cuyo episodio más conocido fue la deportación de seis jornaleros de Dorchester, los mártires de Tolpuddle—, de las disensiones internas y de la falta de fondos para mantener las huelgas. A pesar del fracaso esa experiencia sindical demostraba que el sindicato de masas y de ámbito estatal era posible y que se podían plantear alternativas al sistema capitalista (como cooperativas de producción).

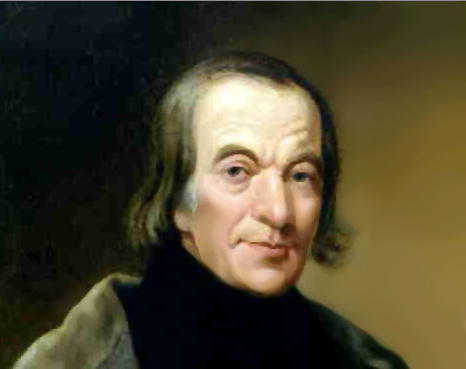
Retrato de Robert Owen, por John Cranch (1845).

Tras el fracaso de la GNCTU, Owen se retiró del movimiento obrero y en 1835 inició la última etapa de su vida —tenía entonces 64 años— que dedicó a anunciar un «Nuevo Mundo Moral» para lo que fundó un periódico del mismo título: New Moral World. «Instalado en Londres pero viajando sin cesar, siempre infatigable, Owen continúa hablando y escribiendo. Patrocina periódicos, pronuncia conferencias, e intenta de nuevo fundar, sin más éxito que en el pasado, una ciudad comunitaria en Queenwood, en el Hampshire. Rodeado de la reverencia y devoción de sus discípulos, toma el título extraordinario de "Padre Social de la Sociedad de Religionistas Racionales"».
Owen sigue confiando en que la solución vendrá de la propia sociedad. Atacará instituciones como la familia, la religión, la herencia, etc., porque pensaba que limitaban la libertad del ser humano. En 1854, sin embargo, Owen se convertiría al espiritualismo después de una serie de sesiones con la médium Maria B. Hayden.

### Fallecimiento

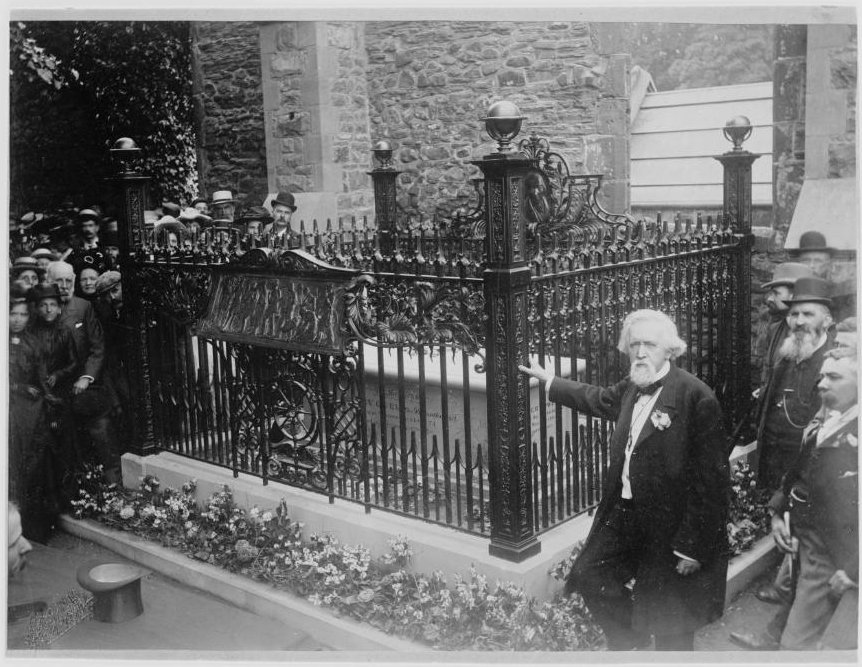
Tumba de Robert Owen en Newtown.

Aunque había pasado la mayor parte de su vida en Inglaterra y Escocia, Owen regresó a su pueblo natal de Newtown al final de su vida. Murió allí el 17 de noviembre de 1858 y fue enterrado el 21 de noviembre. Para ese momento no contaba con dinero, aparte de un ingreso anual extraído de un fideicomiso establecido por sus hijos en 1844.

## Ideas

### Hombre y sociedad
Desde el punto de vista de Owen, y en oposición a los filósofos del individualismo, el hombre es un producto social, manufacturado. El hombre sería un libro en blanco que la sociedad, mediante sus agentes socializadores, procede a escribir. El carácter del individuo pasa a ser creación del medio social y el azar de las circunstancias, y no consecuencia de una naturaleza metafísica predestinada. Cree en la omnipotencia de la razón, por lo que su ideología asienta sus bases en la educación. Se puede considerar a Owen a uno de los padres del pensamiento pedagógico.
Parte de la idea de que las condiciones de vida determinan la suerte del individuo y, para mejorarla, se debe reconstruir el ambiente en que vive el ser humano. Para Owen, el hombre depende de su entorno natural y social. El hombre es bueno por naturaleza pero las circunstancias no lo dejan serlo (idea original de Rousseau, y que quizá él adapte). Quiere mejorar el entorno del hombre para que este sea bueno, para que emerja su bondad. El hombre bueno trabajará mejor voluntariamente.
Owen siempre se mostró optimista sobre la posibilidad de regenerar a la humanidad:

Sé que la sociedad podría existir sin delitos, sin pobreza, con una condición sanitaria mejor, sin ser infeliz o estar afligida por penas, y con una felicidad centuplicada; y que ningún obstáculo, aparte de la ignorancia, se opone a ello en la actualidad, ni impide que tal estado social se convierta en universal.

En The Revolution in the Mind and Practice of the Human Race (1849 Owen sostuvo de la inexistencia del libre albedrío y la infinita maleabilidad de la naturaleza humana mediante su entorno, similarmente al concepto del psicólogo estadounidense B. F. Skinner. No obstante, en The Book of the New Moral World (1836-44) enfatizaba la importancia del ambiente ideal para el desarrollo de una persona sana, racional y solidaria con la igual obligación de trabajar y el igual derecho de todos al producto (según la edad, como añade siempre Owen). Para algunos, estas reglas sugieren un esencialismo biológico o paternalismo / patriarcalismo más tradicional.

### Reforma de la sociedad

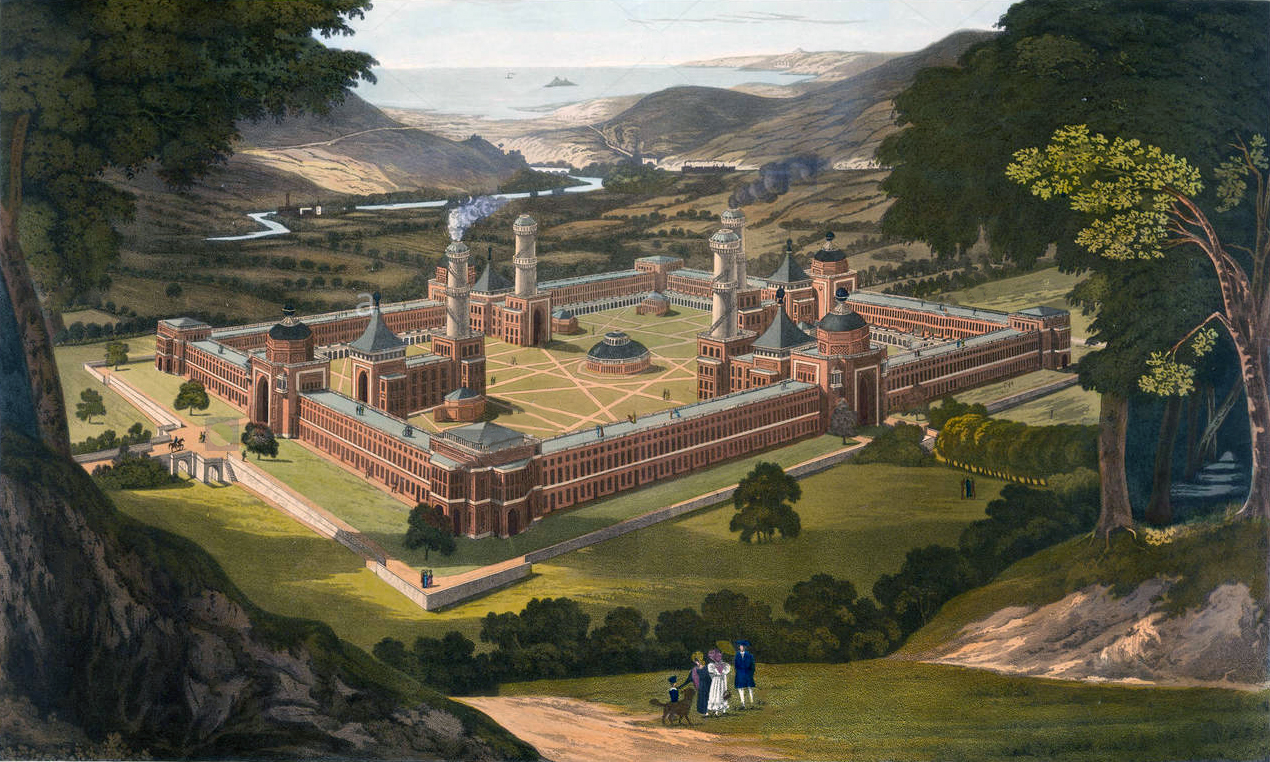
La ciudad nueva New Harmony (Indiana), Estados Unidos, según un diseño de F. Bate (View of a Community) tal como propuso Robert Owen en 1838.

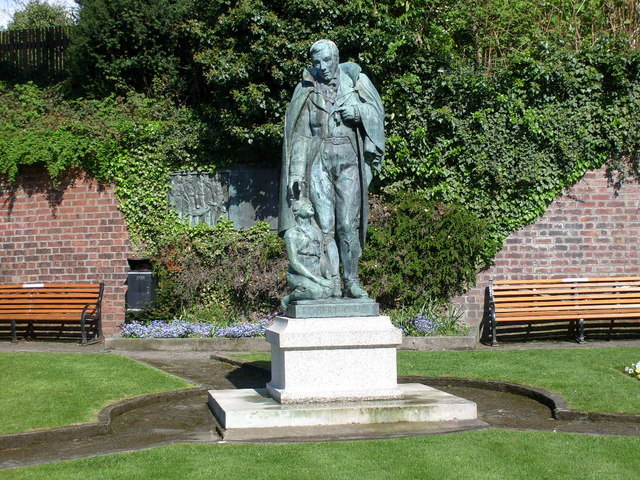
Monumento a Robert Owen en su ciudad natal, Newtown.

El propósito de Robert Owen era reformar la sociedad capitalista no solo para mejorar las condiciones de vida de los trabajadores sino sobre todo para crear un «nuevo mundo moral» que regenerara a la sociedad y transformara la «naturaleza» del hombre —propuesta que formuló por primera vez en A New View of Society: or Essays on the Principle of the Formation of Human Character (1813) y sistematizó en su obra teórica más importante: Book of the New Moral World (1836-1844)—. De ahí la importancia que siempre concedió a la educación que debía empezar desde la infancia —Owen se opuso radicalmente al trabajo infantil y denunció la explotación de los niños— y proseguir con la formación intelectual de las clases trabajadoras.

No hace más de treinta años, incluso las familias más pobres consideraban que los catorce años era la edad mínima para que sus hijos tomasen un empleo regular; y estaban en lo cierto, pues para esta edad, sus hijos, con el ejercicio físico y los juegos al aire libre, habían adquirido ya los fundamentos para tener una formación robusta; y bien que todos no estuviesen iniciados en la lectura de libros, ya se les había enseñado los principios más útiles de la vida doméstica [...] También debía recordarse que entonces se creía que era suficiente trabajar doce horas al día, incluyendo el tiempo para descanso y comidas, para aprovechar el potencial de trabajo del adulto más robusto; además, las festividades locales eran más frecuentes que hoy en día en la mayor parte del país. En aquel tiempo, además, se aprendía del ejemplo del propietario de las tierras y este sistema creaba un mutuo interés por ambas partes, de forma que aún el campesino de clase más baja se consideraba como un miembro perteneciente a una familia respetable. [...]

En los distritos fabriles es corriente que los padres envíen a trabajar a sus hijos e hijas a los siete u ocho años, en invierno y verano, a las seis de la mañana, a veces cuando aún es de noche a veces con escarcha y nieve, para ir a las fábricas, que a menudo tienen una elevada temperatura y una atmósfera poco beneficiosa. [...] Están rodeados de otros niños en las mismas circunstancias, y así, al pasar de la niñez a la juventud, poco a poco se inician, especialmente los hombres, en los seductores placeres de la droga y la embriaguez; para esto les ha preparado el duro trabajo diario, la falta de mejores costumbres y el vacío total de sus mentes [...] Un hombre en tales circunstancias se da cuenta de que todos los poderosos que viven a su alrededor están lanzados en veloz carrera para adquirir riqueza individual, sin tener ninguna consideración con él, ni con su comodidad, ni con sus necesidades, ni siquiera con sus sufrimientos, excepto por medio de una degradante caridad de parroquia, que solo sirve para endurecer el corazón del hombre contra sus semejantes o para crear al tirano y el esclavo.
Robert Owen (1815) Observaciones sobre el efecto del sistema de manufacturas.

Para alcanzar el «nuevo mundo moral» Owen rechazaba la revolución y la lucha de clases y propugnaba la vía reformista e interclasista, porque confiaba en que los datos «científicos» de la razón serían suficientes para convencer a las clases altas para que hicieran concesiones a los trabajadores y alumbrar así la «nueva sociedad». Siguiendo a los ilustrados, estaba persuadido de que el carácter del hombre lo modelaban las «circunstancias» por lo que si se modificaba el medio social sería posible su regeneración. Él mismo aplicó este principio en su fábrica de New Lanark mediante la mejora de las condiciones de vida y de trabajo de los obreros que allí trabajaban, y lanzó un «llamamiento a los ricos» en 1818:

La prosperidad real de la población puede medirse con exactitud en cada momento por el nivel de los salarios y la extensión del bienestar que la clase productora puede obtener a cambio de su trabajo. […] Pero cuando la ignorancia, el exceso de trabajo y los bajos salarios se combinan, no sólo el trabajador se encuentra en una condición miserable sino que las mismas clases superiores son ofendidas.

“El criterio natural del valor”, afirmó, “es en principio el trabajo humano, el poder manual y mental combinado de los hombres, llevado a la acción”. En el sistema de Owen se preveía un nuevo criterio de valor, basado en el poder de producción, según el cual el productor debía recibir una parte equitativa de la riqueza que creaba.
Siguiendo los postulados de la teoría del valor-trabajo, consideraba al trabajo como la fuente «de toda la riqueza nacional», que si estaba «bien dirigido» podía «producir una cantidad superior a las necesidades esenciales de la humanidad», y también como «la medida natural del valor», principio que debía ponerse en práctica inmediatamente, pues «hasta que las ventajas materiales no se distribuyan equitativamente, no puede existir igualdad en la práctica». Así se debían limitar los beneficios y los intereses de los capitales, sustituir la competencia por un intercambio equitativo de los productos en los «almacenes de trabajo», y unir la producción agrícola y manufacturera en aldeas comunitarias de unas mil doscientas personas —como en las «colonias» owenianas de New Harmony (Estados Unidos, 1825) o de Harmony Hall (Gran Bretaña, 1840)—. Asimismo debían potenciarse los sindicatos obreros, cuya función no se limitaría a la lucha por la mejora de las condiciones laborales, sino que constituirían el fundamento de la «nueva sociedad» mediante la formación de cooperativas. Así lo expuso en el «llamamiento a la población del mundo» de 1836:

Hombres laboriosos, productores de la riqueza, del saber y de todo lo que realmente es valioso en la sociedad, unid hoy vuestras fuerzas para crear una forma nueva y justa de existencia humana, una situación en la que no habrá más rivalidad que la de producir la mayor felicidad duradera para la raza humana; tenéis en vuestras manos todos los elementos necesarios para realizar tal cambio…

### Influencia del mesmerismo
Robert Owen estaba totalmente convencido del mesmerismo. Atribuye al capitalismo el diseño deficiente del hombre y la inhibición natural que tiene. Le atribuye al capitalismo corrupto la creación de un hombre corrupto. Es por lo que se debe escapar de la influencia que ejerce el capitalismo sobre la educación del hombre. La manera de conseguirlo es la reorganización de la sociedad según el modelo y los rasgos característicos de la Naturaleza. Esta reorganización exige el acceso de los hombres pobres a la Ciencia y por lo tanto a la Cuba de Mesmer. Mediante ésta las personas y el cosmos estarían vinculados armónicamente eliminando la alienación. Con ayuda del mesmerismo se reuniría al hombre bajo una ciencia que se centra en la vida y no en los mecanismos sociales que el capitalismo había convertido en máquinas. El mesmerismo exigiría dignidad, comunidad y democracía. Owen mostraba que el ser humano podía tomar parte en ello si se dispone de ganas de entrenar y un mínimo de talento.
En sus convicciones personales, Robert Owen era partidario del mesmerismo telepático. Públicamente manifestó haber entrado en contacto con los espíritus de los fallecidos Benjamín Franklin y Thomas Jefferson.

### Obras de Owen
- Owen, Robert (1982). Una nueva visión de la sociedad. Hacer. ISBN 978-84-85348-36-7.
- Owen, Robert (2015), Textos del socialista utópico: J.R. Álvarez Layna (Ed.), Madrid, CSIC.
- Claeys, Gregory; Owen, Robert (2007). A New View of Society and Other Writings (en inglés). Penguin UK. ISBN 978-0-14-193219-4.
- Owen, Robert (1813). A new view of society: or, Essays on the principle of the formation of the human character. By one of his majesty's justices of peace (en inglés).
- Owen, Robert (1818). Two Memorials on Behalf of the Working Classes (en inglés). Longman, Hurst, Rees, Orme, and Brown.
- Owen, Robert (1835). Lectures on an entire New State of Society (en inglés).
- Owen, Robert (1837). Essays on the Formation of the Human Character (en inglés). A. Heywood.
- Owen, Robert (1839). Debate on the evidences of Christianity, held between R. Owen and A. Campbell (en inglés).
- Owen, Robert (1840). The Catechism of the New Moral World (en inglés). Abel Heywood.
- Owen, Robert (1841). What is Socialism?: And what Would be Its Practical Effects Upon Society? (en inglés). Home Colonization Society.
- Owen, Robert (1858). The Life of Robert Owen Written by Himself: With Selections from His Writings and Correspondence (en inglés). Effingham Wilson.

### Obras sobre Owen
- «Robert Owen». Perspectivas: revista trimestral de educacióncomparada (UNESCO: Oficina Internacional de Educación) XXIV (1-2): 279-297. 1993. Consultado el 12 de abril de 2020.
- Santos Redondo, Manuel (2003). «Robert Owen empresario». Revista empresa y humanismo (Servicio de Publicaciones de la Universidad de Navarra) 6 (1): 179-198. ISSN 1139-7608. Consultado el 12 de abril de 2020.
- Álvarez Layna, J.R., Robert Owen, socialista utópico: Madrid, McGraw-Hill, 2015.
- Álvarez Layna, J. R., Robert Owen y la educación moderna: Beau-Bassin, Editorial Académica Española, 2018.
- Bedarida, François (1984) [1976]. «El socialismo en Gran Bretaña hasta 1848».  En Jacques Droz (dir.), ed. Historia general del socialismo. De los orígenes a 1875. Barcelona: Destino. pp. 351 y ss. ISBN 84-233-1305-0.
- Bravo, Gian Mario (1976) [1971]. Historia del socialismo 1789-1848. El pensamiento socialista antes de Marx [Storia del socialismo, 1789-1848. Il pensiero socialista prima di Marx]. Barcelona: Ariel. ISBN 84-344-6508-6.
- Jean Touchard, Historia de las Ideas Políticas. Madrid. Editorial Tecnos, 1990.
- Federico Engels, Del Socialismo utópico al socialismo científico.
- Thompson E. P., La formación de la clase obrera en Inglaterra, Crítica, Barcelona, 2002.
- Claeys, Gregory (2010). The Cambridge Companion to Utopian Literature (en inglés). Cambridge University Press. ISBN 978-1-139-82842-0.